# Schloss Wickrath

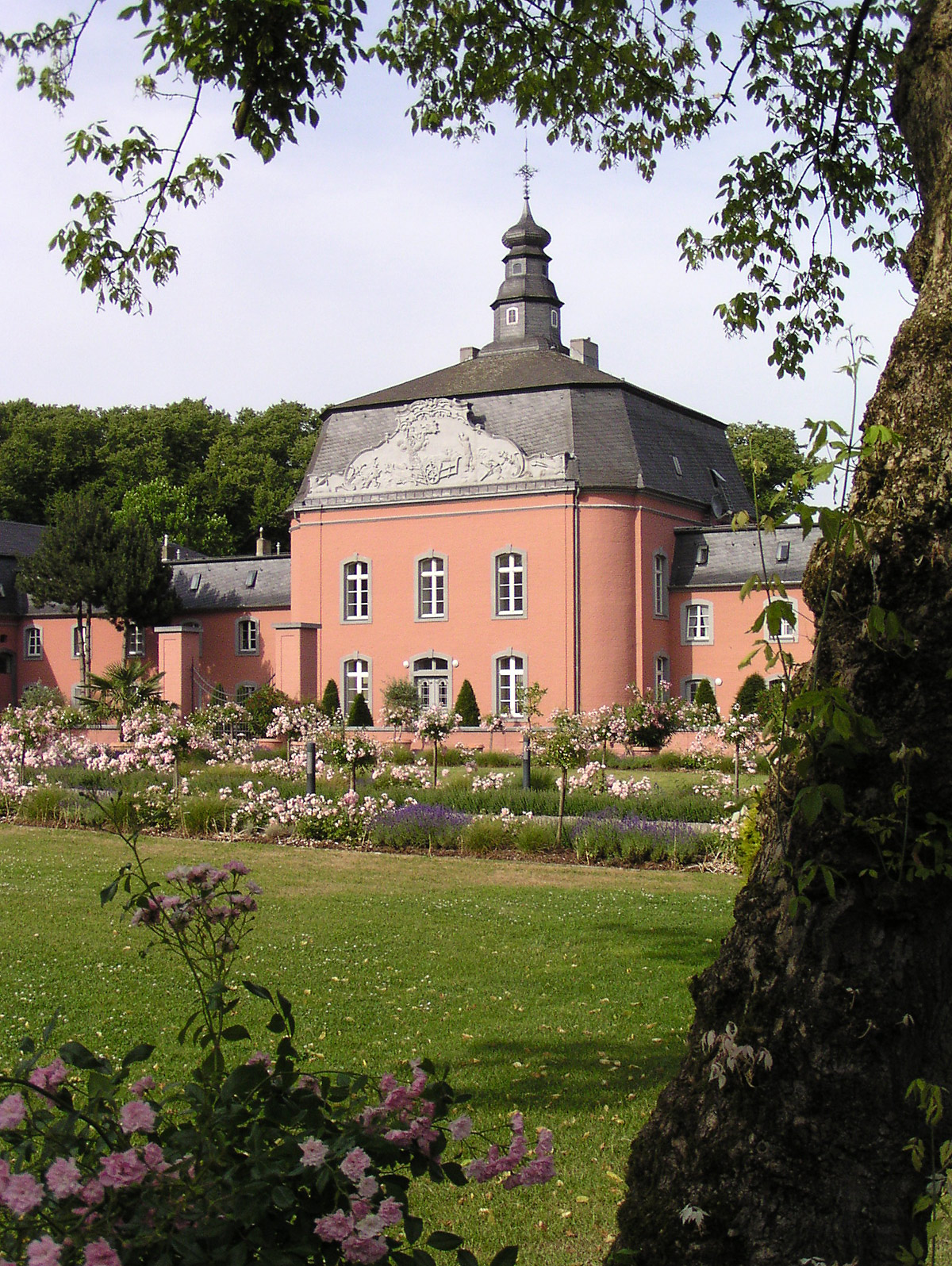
Ostflügel der Vorburg von Schloss Wickrath

Das Schloss Wickrath ist eine Wasserschlossanlage an der Niers in der Region Niederrhein. Sie liegt in unmittelbarer Nähe des Mönchengladbacher Stadtteils Wickrath und besteht aus zwei barocken Vorburg-Flügeln, einem schlossartigen Wohngebäude und einem barocken Park in Form einer fünfeckigen Grafenkrone.
Das Schloss – eine Vorburg und ein Hochschloss (Hauptschloss) –  wurde im Auftrag des Reichsgrafen Wilhelm Otto Friedrich von Quadt (1717–1785) zwischen 1746 und 1772 erbaut. Die Vorburg ist erhalten und wird seit ihrem Bau mit kurzen Unterbrechungen bis heute als Pferdestall genutzt. Das Hochschloss wurde 1859 abgerissen, und an seiner Stelle 1875 das heute noch erhaltene schlossartige Landstallmeisterhaus als Wohngebäude für den damaligen Gestütsleiter errichtet.
Das Gebäudeensemble und der öffentlich zugängliche Park wurden am 24. September 1985 unter Denkmalschutz gestellt, ein Teil des Parks steht darüber hinaus unter Naturschutz.
In Vorbereitung zur Landesgartenschau 2002 wurden die Vorburg, die Brücken und der Park umfangreich saniert. Die Vorburg wurde in der ursprünglichen, ochsenblutroten Farbe neu angestrichen. Im selben Jahr entstand auch das Pferdezentrum Schloss Wickrath, als das Rheinische Pferdestammbuch seinen Sitz von Bonn zum Schloss Wickrath verlegte. Seitdem wird der Ostflügel wieder als Pferdestall genutzt. Der Westflügel ist heute bewohnt, und das Landstallmeisterhaus wird von einem Gastronomiebetrieb genutzt.
Östlich der Schlossanlage befinden sich ein Turnierplatz, ein Reitstall und eine neue Veranstaltungshalle. Diese wird für verschiedene pferdesportliche Veranstaltungen und Volksfeste genutzt. Seit 2004 ist Schloss Wickrath Teil der Straße der Gartenkunst zwischen Rhein und Maas.

## Geschichte

### Burg Wickrath
Von der ersten Erwähnung 1068 bis zum Ende des Heiligen Römischen Reiches 1806 herrschten die Familien Hochstaden, Broichhausen, Hompesch und Quadt über die Burg beziehungsweise das Schloss Wickrath. Die Wappen dieser Familien befinden sich auf einem Brunnen im Wirtschaftshof der Vorburg. Von der Burg Wickrath sind nicht viele Beschreibungen oder Kenntnisse erhalten. Auf einem Mitte des 17. Jahrhunderts entstandenen Gemälde, das Wilhelm Thomas von Quadt darstellt, ist eine Burg zu sehen, bei der es sich wahrscheinlich um die Burg Wickrath handelt. Sie liegt auf einer Insel mit niedrigem Buschwerk und besteht aus mehreren Gebäuden. Markantester Teil ist ein hoher, abseits stehender Turm mit sehr spitzem Turmhelm. Es handelte sich um eine Wasserburg, die im 12. Jahrhundert eventuell noch in Form einer Motte angelegt und deren Gräben von der Niers versorgt wurden. Oberirdisch gibt es keine Hinweise auf den ehemaligen Standort der Burg. Graf von Quadt ließ beim Neubau des Schlosses alle mittelalterlichen Reste der Burg beseitigen.

#### Hochstaden

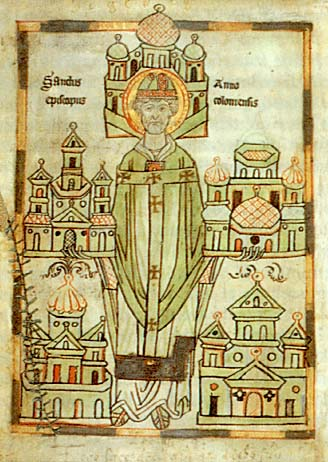
Anno II. mit Modellen der von ihm gestifteten Klöster – Abbildung in der Darmstädter Vita Annonis Minor (um 1180)

Eine Urkunde des Kölner Erzbischofs Anno II. über die Befreiung des Hofs Witenhusen von der Zehntpflicht erwähnte die Herren von Wickrath erstmals 1068. Ein Gerlacus de Wickerode, auch Gerlach oder Gerlagh genannt, war bei der Unterzeichnung der Urkunde als Zeuge anwesend. Gerlach scheint eng mit Anno II. befreundet gewesen zu sein und einem bekannten Dynastengeschlecht zu entstammen. Die Berufung zum Vogt der von Anno II. gestifteten Abtei Siegburg weist darauf hin. Möglicherweise handelt es sich um einen jüngeren Bruder von Gerhard Flamenses. Die Burg Wickrath, als „Castrum Wichinrod“ bezeichnet, wird erstmals in der ab 1104 verfassten Biografie von Anno II. erwähnt. Demnach ließ er kurz vor seinem Tod im Dezember 1075 den Grafen Gerlach, Herrn der Burg Wickrath, zu sich kommen.
Nach Gerlachs Tod ging die Burg Wickrath in den Besitz von Graf Gerhard I. aus der Familie Hochstaden, dem älteren Bruder des Kölner Erzbischofs Hermann III. von Hochstaden, über. Einige Quellen sehen in ihm einen Sohn Gerlachs, andere Quellen nennen ihn seinen Schwiegersohn, der die Tochter Gerlachs geheiratet habe. Gerhard I. wird nur in einer Urkunde, dem Totenbuch der Abtei Maria Laach, als Graf geführt, in anderen Urkunden fehlt dieser Titel. Sein Sohn, Gerhard II., erbte die Burg und den Ort und nannte sich ab 1118 Gerardus de Wyckerode. Seine Tochter Aleidis vermählte sich mit Otto I. von Ahr, der nach der Heirat den Namen Ahr-Hochstaden trug. Nach seinem Tod 1166 folgten ihm zunächst sein jüngster Sohn Otto II. (1166 bis 1197), ab 1194 als Otto Graf de Wicrode erwähnt, und danach sein Enkel Otto III. (1197 bis 1247) als Herren der Herrlichkeit Wickrath.
Von 1227 bis 1264 regierte Lothar von Wickrath, das siebte Kind Ottos III., in Wickrath. Lothars einziger Sohn starb vor ihm, daher übernahm sein Bruder Heinrich von Wickrath die Herrschaft. Im Jahr 1277 nannten Urkunden seinen Sohn Otto IV. von Wickrath als Herr der Burg. Auf ihn folgte Ludolf, Herr zu Wickrath, ein Sohn eines Bruders von Otto III. oder von Lothar von Wickrath. Der letzte aus der Familie Ahr-Hochstaden, Otto V., dessen Ehe kinderlos blieb, trug den Grafen von Geldern 1310 die bis dahin reichsunmittelbare Herrschaft Wickrath zu Lehen auf. Die Exklave Schwanenberg auf der westlichen Seite von Erkelenz, welche bis 1714 zum Herzogtum Geldern und anschließend zum Herzogtum Jülich gehörte und 1312 erstmals erwähnt wurde, gehörte ebenfalls zur Herrschaft Wickrath.
Die Witwe Ottos V. heiratete nach dem Tod ihres Mannes den Ritter Wilhelm von Millen. Dieser wird ab dem Jahr 1310 als Herr der Burg Wickrath erwähnt. Sie wird als Niederungsburg mit Niersbrücken geschildert. Wilhelm von Millen stellte die Burg dem Grafen von Jülich für militärische Zwecke zur Verfügung. Wilhelm von Millen starb 1334.

#### Broichhausen
Graf Rainald II. von Geldern übertrug 1338 die Burg und die Unterherrschaft Wickrath an Wilhelm von Broichhausen. Ab 1363 regierte dessen Sohn Johann I. von Broichhausen über die Burg. Bis 1373 war dieser auch Amtmann von Burg Krickenbeck. Auf Johann I. folgte zunächst sein Sohn Johann II. und nach dessen Tod sein zweiter Sohn, Heinrich von Broichhausen, der bis etwa 1394 regierte. Nach dem Erreichen der Volljährigkeit 1406 übernahm Heinrichs Sohn, Johann III. von Broichhausen, die Herrschaft über Wickrath. Ab 1429 bekleidete er auch das Amt des Erbkämmerers des Herzogs von Geldern, Arnold von Egmond.

#### Hompesch
Zwischen 1474 und 1482 herrschte der geldrische Vasall Evert, auch Eduard genannt, Vogt zu Bell über Wickrath. Der Vogt zu Bell bescherte aber Maximilian I. viel „Schaden und Ungemach“. Dieser besetzte 1482 Wickrath, um diesem Treiben ein Ende zu setzen. Maximilian I., Herzog von Burgund, verkaufte 1485 Wickrath an seinen Rat Ritter Heinrich II. von Hompesch (* ca. 1448, † 1501) als Dank für seine Unterstützung bei der Niederwerfung von Aufständen in den Burgundischen Niederlanden. Hompesch, ab 1481 als Marschall und Hofmeister von Jülich belegt, löste Wickrath 1488 aus dem geldrischen Lehensherrschaft und ließ es durch Kaiser Friedrich III. zur Reichsherrschaft erklären. Das Erhebungsprivileg des Kaisers verlieh Wickrath Markt- und Stadtrechte. Die Herrschaft Wickrath unterstand damit unmittelbar dem Kaiser, von Hompesch stieg damit in den Rang eines Territorialherren auf, Wickrath erhielt Stadtrecht. Heinrich von Hompesch und seine Frau Sophia stifteten 1490/1491 das Kreuzherrenkloster, gewidmet dem hl. Antonius dem Großen.
Das Kloster bestand bis 1802.

#### Quadt
Die Ehe der Hompeschs blieb kinderlos. Nach Heinrichs Tod erbten 1502 daher seine Stiefsöhne von Quadt, die Begründer der Familie Quadt-Wykradt, die Reichsherrschaft Wickrath. Johann Quadt heiratete eine Tochter Rainers von Geldern, die als Mitgift die seit der Reichsunmittelbarkeit eigentlich nicht mehr bestehenden Ansprüche Gelderns auf Wickrath als ehemaliges Lehen des Herzogtums in die Ehe einbrachte. Johann Quadt heiratete zweimal, aus den beiden Ehen stammten je zwölf Nachkommen. Nach seinem Tod kam es zu langwierigen Erbstreitigkeiten um die Burg. Schließlich übernahm Dietrich, ein Sohn aus erster Ehe, die Herrschaft über die Burg. Ihm folgte Wilhelm Thomas von Quadt als Reichsfreiherr und Herr zu Wickrath. Außerdem bekleidet er den Posten eines Erbhofmeisters und Erbdrosts des Herzogtums Geldern. Er starb 1670.

### Neubau des Schlosses

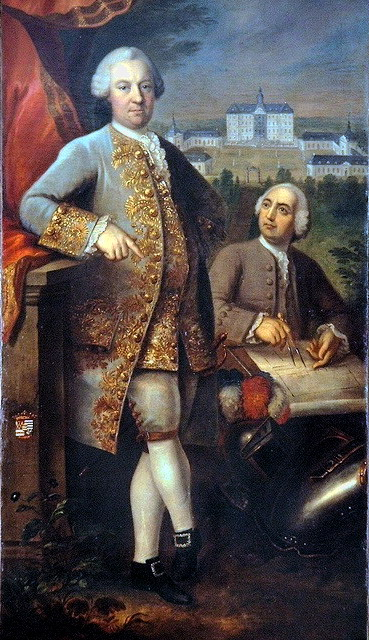
Gemälde von Johann Heinrich Fischer. Das Doppelbildnis stellt den Bauherrn des Schlosses Wilhelm Otto Friedrich Reichsgraf von Quadt und Matthieu Soiron oder dessen Bruder François dar. Im Hintergrund ist Schloss Wickrath mit dem Hochschloss und den Flügeln der Vorburg abgebildet.

Wilhelm Otto Friedrich von Quadt zu Wickrath und Schwanenberg wurde 1742 nach Römischem Recht mit der Burg Wickrath belehnt. Ein Brand vernichtete 1745 die spätmittelalterliche Vorgängerburg, der Abriss erfolgte 1746. Bereits Ende des Jahres 1746 legte Wilhelm Otto Friedrich von Quadt den Grundstein für ein neues Schloss. Der Bau erforderte aufgrund des sumpfigen Untergrunds eine Pfahlgründung. Im Jahr 1748 berichteten Urkunden von Dachdeckerarbeiten am neuen Schloss, die das Ende des ersten Bauabschnitts markierten. Urkunden belegen ab 1751 die Brüder François und Matthieu Soiron als Architekten. François entwarf 1754 die evangelische Kirche im benachbarten Odenkirchen, sein Bruder in derselben Zeit Haus Schlickum in Glehn.
Lange Zeit galten Johann Joseph Couven und sein Sohn Jakob, die unter anderem das stilverwandte Schloss Jägerhof in Düsseldorf entwarfen, als die Architekten des Wickrather Schlosses. Der Dombaumeister Joseph Buchkremer schrieb ihnen aufgrund stilistischer Analysen den Bau zu: Seine Architektur ist sehr schematisch und weist entschieden auf die Mitarbeit des jüngeren Jakob Couven, des Sohnes Johann Josef Couven hin, der seit der Mitte der fünfziger Jahre als Architekt mit seinem Vater zusammenarbeitet. Zu diesem Ergebnis kam auch Paul Clemen. Spätere stilistische Analysen von Paul Schoenen ließen erste Zweifel an dieser Theorie aufkommen.
Die Zuordnung erfolgte auch, weil der auf dem Gemälde von Johann Heinrich Fischer Wilhelm Otto Friedrich von Quadt zu Wickrath als Bauherr von Schloss Wickrath mit dem Baumeister dargestellte Baumeister und ein daraus reproduziertes Porträt, das Josef Mataré vor 1933 anfertigte, als Darstellung von Johann Joseph Couven (1701 bis 1763) galten. Sowohl das Porträt als auch das Originalgemälde veranschaulichen im Hintergrund Schloss Wickrath. Das Gesamtbild befindet sich im Städtischen Museum Schloss Rheydt. Eine Deutung der Gemälde als Porträt Jakob Couvens (1735 bis 1812) war unwahrscheinlich, da dieser zur Zeit der Grundsteinlegung erst elf Jahre alt war. Wahrscheinlich zeigen die Bilder Matthieu Soiron oder dessen Bruder François. In den vorhandenen Urkunden gibt es keinen Hinweis auf einen Architektenwechsel. Ob vor der urkundlichen Erwähnung der Soirons in Wickrath ein anderer Architekt gearbeitet hat, ist nicht abschließend geklärt.
Der Auftrag für die Architekten war, im niederländisch-barocken Stil eine großzügig geschnittene, axialsymmetrische, in Vor- und Hauptburg gegliederte Schlossanlage zu bauen. Matthieus Sohn, Mathias Soiron, ebenfalls Baumeister und Architekt, war wohl an der Arbeit beteiligt und fertigte die Zeichnungen für den Schlossbau an. Während der Bauphase lebte der Graf auf seinen Gütern in den Niederlanden, während sein Sekretär und Rentmeister Thomas von Wylich den Bau und dessen Finanzierung organisierte. In diese Zeit fallen auch die sogenannten Wickrather Wirren, ein Streit zwischen Wilhelm Otto Friedrich von Quadt mit den katholischen Mönchen des Kreuzherrenklosters. Einen Rechtsstreit, bei dem es um die Befolgung von durch Wilhelm Otto Friedrich von Quadt angeordnete Buß- und Bettage ging, verlor dieser vor dem Wiener Reichshofrat. Die preußische Regierung bestätigte jedoch seinen Standpunkt. Die heraufbeschworenen religiösen Streitigkeiten dienten wahrscheinlich dazu, von den Streitigkeiten um die Dienste der Wickrather Bevölkerung zum Schlossbau abzulenken.
Wilhelm Otto Friedrich von Quadt, der 1752 von Kaiser Franz I. den Grafentitel für 14.000 Gulden kaufte, ließ den Grundriss des von Weihern und Lindenalleen geprägten Parks in Form einer Grafenkrone anlegen. Die Grundrissgestaltung der Gesamtanlage ist, soweit bekannt, einzigartig. Graf von Quadt ließ alle typischen Elemente, die zur Repräsentation notwendig waren, in ihn integrieren. Im Ostflügel war eine Orangerie untergebracht, besonderen Wert legte der Graf auf den Bau des gräflichen Marstalls. Auf der sogenannten Ewigkeit im Süden außerhalb der Schlossanlage war ein Tierpark angelegt. Die Fertigstellung der Schlossanlage erfolgte 1772, die Baukosten betrugen rund 250.000 Gulden. Die Trennung in Vor- und Hauptburg als Hinweis auf die Konzeption der Vorgängerburg war zum damaligen Zeitpunkt architektonisch bereits überholt. Sie ist wahrscheinlich als Hinweis auf ihre Herkunft aus einer alten niederrheinischen Familie und deren zum damaligen Zeitpunkt bereits zweihundertfünfzigjährigen Herrschaft über die Burg Wickrath zu sehen. Graf von Quadt scheint Schloss Wickrath überwiegend als Sommerresidenz genutzt zu haben. Seinen Lebensabend verbrachte er meist in Nijmegen, wo er 1770 das Bürgerrecht erhielt. Die Architekten Soiron entlohnte er mit der Übergabe des Kasteel de Wildenborch.

### Nachbauphase

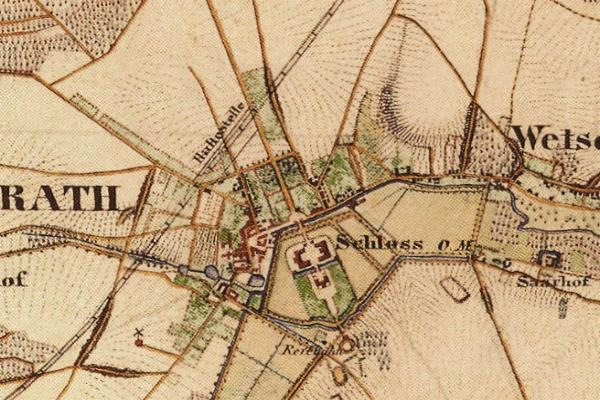
Schloss Wickrath auf der Urkatasterkarte von 1846; im Süden der Parkspitze ist ein Reitplatz des Landgestüts eingezeichnet.

Frankreich besetzte 1794 das linksrheinische Rheinland und damit auch Wickrath. Der letzte herrschende Reichsgraf, Otto Wilhelm von Quadt, Sohn des Bauherrn, floh über den Rhein vor den anrückenden französischen Truppen. Die französische Armee nutzte das Schloss als Hengstdepot. Zum Ausgleich bekam Graf Otto Wilhelm bei der Säkularisation 1803 die Reichsabtei Isny und die Reichsstadt Isny im Allgäu. Die Reichsgrafschaft Isny, die etwa die gleiche Einwohnerzahl wie Wickrath und Schwanenberg hatte, bestand nur kurze Zeit. Der zum Katholizismus konvertierte Graf verhandelte mit verschiedenen Parteien über den Verkauf von Isny, 1806 fielen beide bei der Mediatisierung an das Königreich Württemberg.
Mit dem Ende des Heiligen Römischen Reiches 1806 endete für Wickrath die Reichsunmittelbarkeit. Sieben Jahre später verließen die französischen Truppen nach der Niederlage in der Völkerschlacht bei Leipzig das Rheinland, und Wickrath fiel an Preußen. Aus den Reiseberichten des Jean Charles François de Ladoucette geht hervor, dass nach dem Erlass des Präfekten des Departments Rur in Bezug auf die Veterinärpolizei vom 15. April 1815 schon zu dieser Zeit am Schloss Hengste gehalten wurden. Die preußische Verwaltung richtete 1819 nach Umbauten durch den Architekten Adolph von Vagedes (1777 bis 1842) eine Kaserne in Schloss Wickrath ein. Die preußische Armee quartierte dort Schwadronen des Husaren-Regiments „von Zieten“ Nr. 3, des 8. Husaren-Regiments (1. Westfälisches) und der 5. Ulanen ein. Nach verschiedenen Ausbrüchen von Wechselfieber gab das preußische Militär die Kaserne 1834 auf.

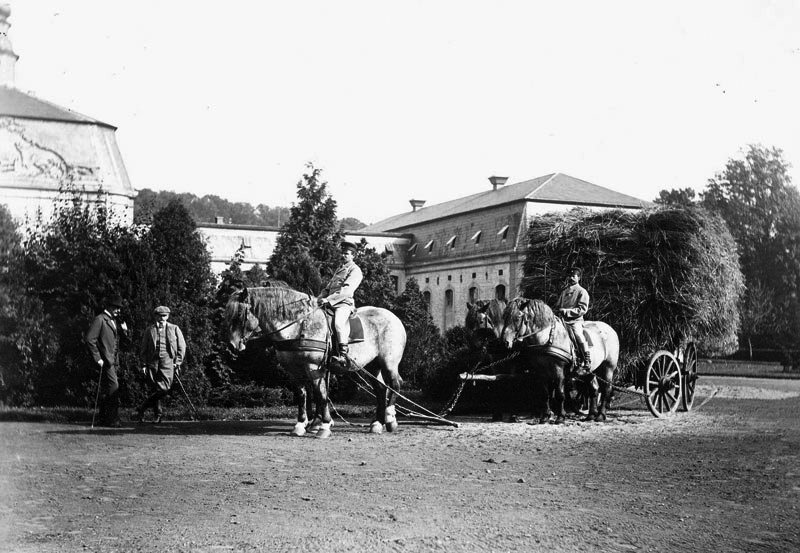
Heuernte mit Kaltblutpferden auf Schloss Wickrath. Bei dem Mann mit der Schirmmütze handelt es sich um Karl Eduard von Engel, Gestütdirektor in Wickrath von 1897 bis 1908.

Im Jahr 1839 wurde Schloss Wickrath Rheinisches Landgestüt und ab 1876 entwickelte es sich zu einer Hochburg der Rheinisch-Deutschen Kaltblutzucht. Die Entscheidung fiel wohl auf Wickrath, weil es bereits während der französischen Besatzungszeit als staatliches Hengstdepot diente. Den Posten des ersten Landstallmeisters besetzte Friedrich Wilhelm Schale; er blieb bis 1870 im Amt. Zunächst betrieb er nach Vorbild ostdeutscher Landgestüte eine Warmblutzucht für die Belange des Heeres. Erst 1873 begann eine Neuorientierung der Zucht zu den von der Landwirtschaft gewünschten Kaltblütern. Gustav Schwarzecker (1829 bis 1893) gilt als erster Gestütsdirektor, der die „Steuerung des Landgestüts in volksthümlicher Richtung“ auf die „mit Vorliebe verlangten belgischen Schläge“ lenkte. Dazu gab er 1880 eine neue Körordnung heraus. Wilhelm Hubert Grabensee (1841 bis 1915), von 1881 bis 1892 Gestütsdirektor in Wickrath, förderte die rheinische Kaltblutzucht nachhaltig, da er empfahl, die im Rheinland nachgezogenen guten Stutfohlen nicht zu verkaufen. Der Pferdezuchtverband Grevenbroich widmete ihm als „Gründer der rheinischen Kaltblutzucht“ eine am Ostflügel des Landgestüts angebrachte Gedenktafel, die noch heute erhalten ist.
Im Gründungsjahr des Rheinischen Pferdestammbuches 1892 betrug der Hengstbestand in Wickrath 100 Kaltbluthengste belgischer Zuchtrichtung. Durch den Zuchterfolg angespornt bauten die Züchter den Hengstbestand weiter aus. Dieser betrug 1905 bereits 205 Hengste in 90 Deckstationen. Die Blütezeit der Kaltblutzucht dauerte bis in die 1930er Jahre. Mit der dann einsetzenden Mechanisierung der Landwirtschaft schwand der Bedarf an Kaltblutpferden innerhalb weniger Jahre dramatisch. 1957 wurde das Landgestüt nach Warendorf verlegt und mit dem Westfälischen zum Nordrhein-Westfälischen Landgestüt vereinigt.
Die Vorburg bildete den Haupthof des Gestüts. Der Nassauer Stall, wegen der dort zu Zeiten der Gründung des Rheinischen Landgestüts untergebrachten Hengste aus Nassau so genannt, war zu Zeiten Wilhelm Otto Friedrich von Quadts der ursprüngliche Marstall des Schlosses. Das Landgestüt nutzte alle Nord- und Südflügel der Vorburg als Pferdestallungen. Die Gartenpavillons dienten als Schmiede und Sattlerei. Auf dem barocken Pleasure Ground und südlich der Parkspitze, außerhalb des Schlossparks, waren Reitplätze angelegt. Im Süden außerhalb des Schlossgeländes, der sogenannten Ewigkeit, baute das Landgestüt weitere Stallungen sowie Gebäude für die Angestellten.

## Denkmalbeschreibung
Von der ursprünglichen, prachtvollen Anlage sind außer den Alleen nur die mehrfach instand gesetzte Zugangsbrücke und eine Terrassenbrüstung mit Skulpturen, sowie die Wirtschaftsbauten der Vorburg erhalten.
Die Vorburg besteht aus Hauptflügel und zwei Seitenflügeln. Der mittig stehende zweigeschossige Pavillon, etwas zurücktretend, trägt ein Mansardwalmdach, dessen Bekrönung ein achtseitiges Türmchen mit Laterne und Zwiebelhaube bildet.
An der Stelle vom ehemaligen Schloss erhebt sich heute ein Hotel-Restaurant.
Die gut erhaltene und noch genutzte Vorburg ist als Baubeispiel mit stadtbildendem Charakter als Denkmal schützenswert. In diese Unterschutzstellung gehören auch der Schlosspark mit Weiher sowie der alte Baumbestand und die Lindenallee.
Das Gebäude ist unter Nr. Sch 007 seit dem 24. September 1985 in die Denkmalliste der Stadt Mönchengladbach eingetragen.

## Baubeschreibung

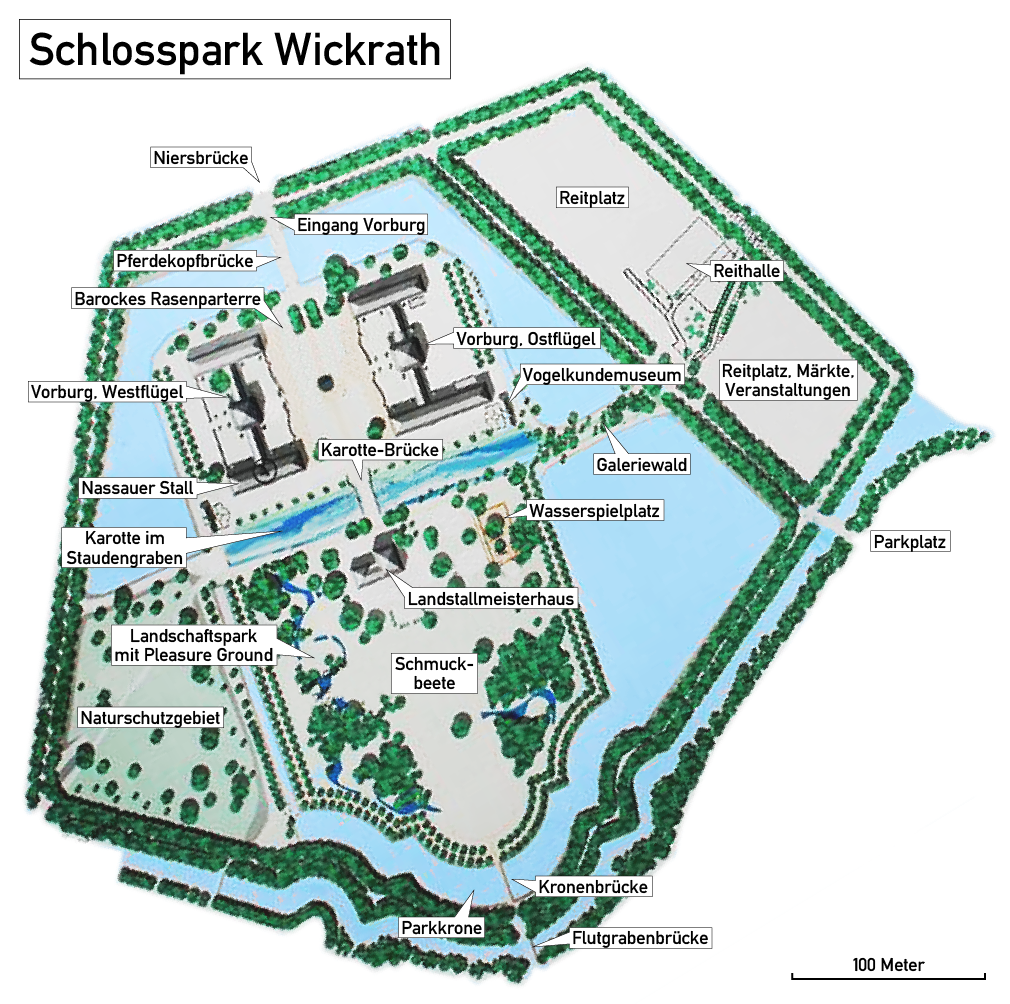
Karte des Schlossparks Wickrath

Schloss Wickrath besteht aus der Vorburg und der Hauptburg mit barocker Parkanlage. Der nördliche Teil, die Vorburg, besteht aus dem Ost- und dem Westflügel. Die Schlossflügel bestehen aus einem Mittelbau, einem nördlichen und einem südlichen Mitteltrakt sowie einem Nord- und einem Südbau. Der Südbau des Westflügels wird Nassauer Stall genannt.
Die Mittelachsen der Schlossflügel bilden jeweils einen von Mauern begrenzten Außen- und Innenhof, die Ehrenhöfe. Zwischen den beiden Schlossflügeln befindet sich der zentrale Wirtschaftshof. Durch ihn verläuft die nordsüdliche Symmetrieachse, auf der sich die Niersbrücke, die Pferdekopfbrücke sowie die Karottebrücke, auch Fünfbogenbrücke genannt, reihen. Die Brüstungsmauer der Karottebrücke ist bestückt mit Skulpturen, bekleideten Sphinxen mit Panzer und Löwenschweifen, Fruchtkörben und Putten, die aus Liedberger Sandstein gefertigt sind. Über die Niers- und die Pferdekopfbrücke führt der Zugang zur Vorburg. Die Karottebrücke verbindet die Vorburg und die Hauptburg. Auf dieser Achse liegt auch die im Süden liegende Kronenbrücke. Zwei Gartenpavillons, von denen der südöstliche früher eine Schmiede und später das Vogelkundemuseum beherbergte, sind ebenfalls Teil der Vorburg.
Von West nach Ost durchfließt ein Nebenarm der Niers, die Karotte, die Schlossanlage und trennt diese in Vor- und Hauptburg. Die Hauptburg besteht aus dem Landstallmeisterhaus und einem barocken Park und ist auf drei Seiten von Weihern und Gräben umschlossen. Südwestlich des Landstallmeisterhauses befindet sich ein Landschaftspark mit Vergnügungsplatz, dem Pleasure Ground. Östlich des heute als Restaurant und Schlosshotel genutzten Landstallmeisterhauses befindet sich ein Wasserspielplatz. Von dort verläuft in östlicher Richtung der Galeriewald, über den die im östlichen Teil der Schlossanlage befindlichen zwei Reitplätze sowie eine Reithalle erreicht werden können.

### Hochschloss

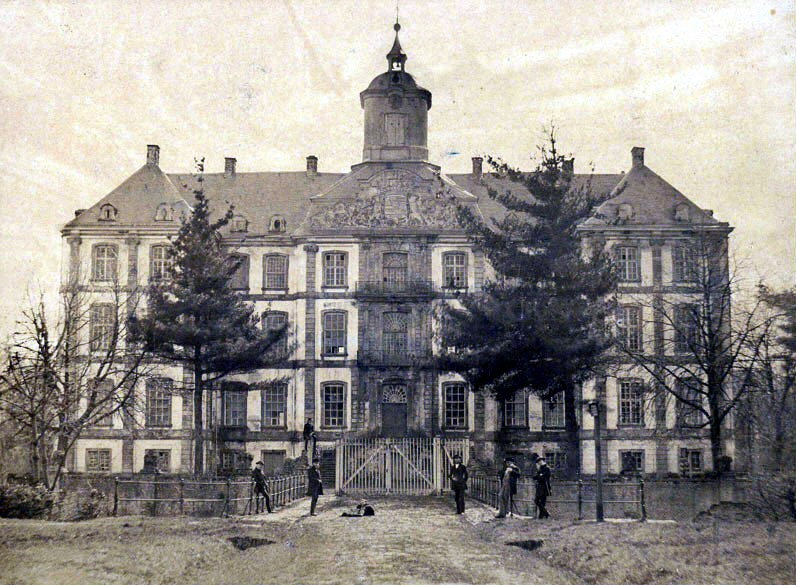
Schloss Wickrath Hochschloss, Chateau de Wyckradt (Fotografie von M. Rademacher vom 19. März 1859)

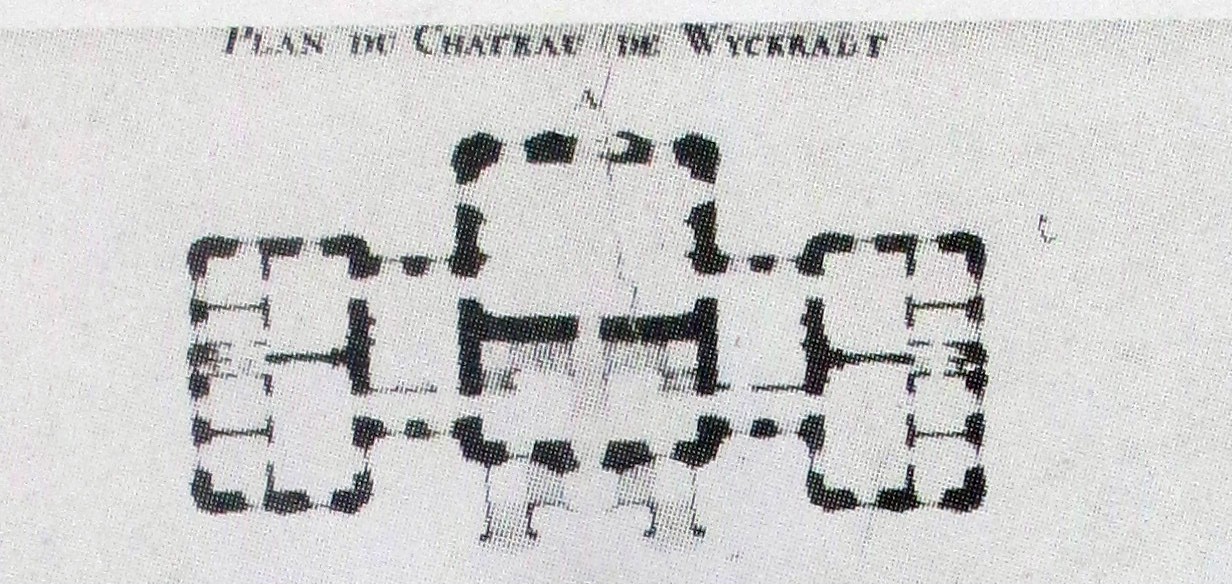
Grundriss des Hochschlosses, Erdgeschoss, Mitte des 18. Jahrhunderts

Das Hochschloss bestand aus drei rechteckigen Gebäudeteilen, die durch zwei Elemente miteinander verknüpft waren. Über einem Sockelgeschoss erhoben sich drei Etagen und hohe, mit Dachschiefer gedeckte Dächer. Das Sockelgeschoss beherbergte einen Gang und zwölf Zimmer, die Küche und ein Spülzimmer. Eine zweiflügelige Tür im Mittelbau leitete im ersten Stock ins Vestibül, der repräsentativen Eingangshalle, und das Treppenhaus. Dort war auch der 40 Fuß (etwa 12,5 Meter) lange und 30 Fuß (etwa 9,5 Meter) breite, nach Süden liegende Gartensaal untergebracht.
In der Nordfassade traten die beiden Eckbauten um etwa eine Fensterachse vor, der Mittelrisalit, ein auf ganzer Höhe vorspringender Gebäudeteil und typisches Gestaltungselement der barocken Architektur, trat weniger hervor. Die zur Südseite liegende Gartenfassade wurde dagegen deutlich von dem dort sehr viel weiter hervortretenden Mittelbau beeinflusst, wohingegen die Seitenteile sich nicht so stark wie auf der Nordfassade abhoben. Das Erdgeschoss war über eine zweiläufige Freitreppe mit Podesten am Mittelbau zu erreichen.
Der Mittelrisalit hatte in den oberen Geschossen Balkone mit schmiedeeisernen Geländern. Gegliedert wurde er durch leicht hervortretende Mauerblenden. Der Mittelbau des Hochschlosses besaß ein Mansarddach mit turmartiger Bekrönung, einem achteckigen Tambour als vertikales Architekturelement, und zeigte über dem Hauptsims ein Giebelfeld aus Natursteinen, wahrscheinlich Maastrichter Kalkstein, mit dem Wappen derer von Quadt.
Über die Inneneinrichtung äußerte sich der Hofkammerrat K. J. Z. Bertoldi 1811 bei einem Besuch des Gestüts anerkennend. Der Saal sei von aller Schönheit und Kostbarkeit gewesen, es habe ihm besser als Schloss Benrath gefallen. Einen Teil der Innenausstattung ließ der Graf von Quadt nach Isny transportieren.
Das Hochschloss ließ die preußische Verwaltung 1859 gegen den Widerstand der Wickrather Bevölkerung wegen angeblicher Baufälligkeit, die durch lange Leerstände und die intensive Nutzung des Gebäudes durch das Militär bedingt war, komplett abreißen und verkaufte die Steine weitgehend. Der damalige Gestütsleiter, Friedrich Wilhelm Schale, soll den Abriss aus persönlichen Gründen befürwortet haben, da die Einrichtung des Hauses teilweise zerstört und die Wände durchfeuchtet waren. An seiner Stelle wurde 1875 das Landstallmeisterhaus für den damaligen Leiter des Gestüts gebaut.

### Landstallmeisterhaus

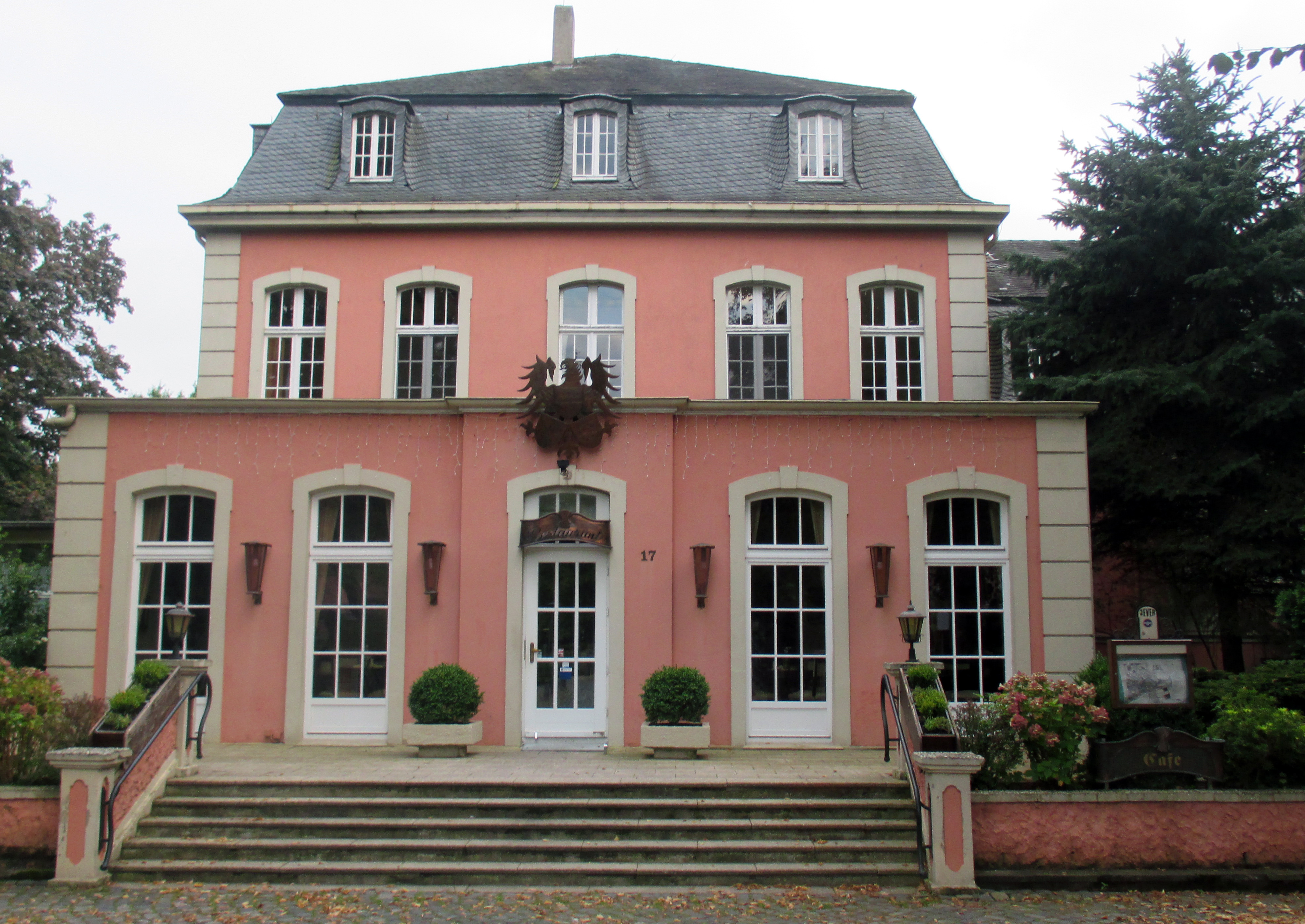
Nordfassade des Landstallmeisterhauses

Der Bau des Landstallmeisterhauses begann 1875 auf dem Vorplatz des abgerissenen Hochschlosses als Dienstsitz des Landstallmeisters. Das Landstallmeisterhaus wurde als zweigeschossiges Gebäude im klassizistischen Stil errichtet. Der Landstallmeister Paul Freiherr von Nagel erweiterte 1913 das Haus um einen Anbau. Zur Harmonisierung des Baustils mit den Gebäuden der Vorburg ließ er einen neobarocken Stil verwenden, die Walmdächer des Hauses ließ er mit Schiefer decken.
Das Landstallmeisterhaus ist durch die architektonisch reich geschmückte Karottebrücke mit der Vorburg verbunden. Die Gemeinde Wickrath erwarb 1967 das Schloss und den Park vom Land Nordrhein-Westfalen, sie vergab das Landstallmeisterhaus durch Erbbaurecht an einen Gastronomen. In der Funktion als Restaurant und Ausflugslokal ließ er das Gebäude mehrfach umbauen. Eine geplante Erweiterung wurde nicht verwirklicht.

### Vorburg

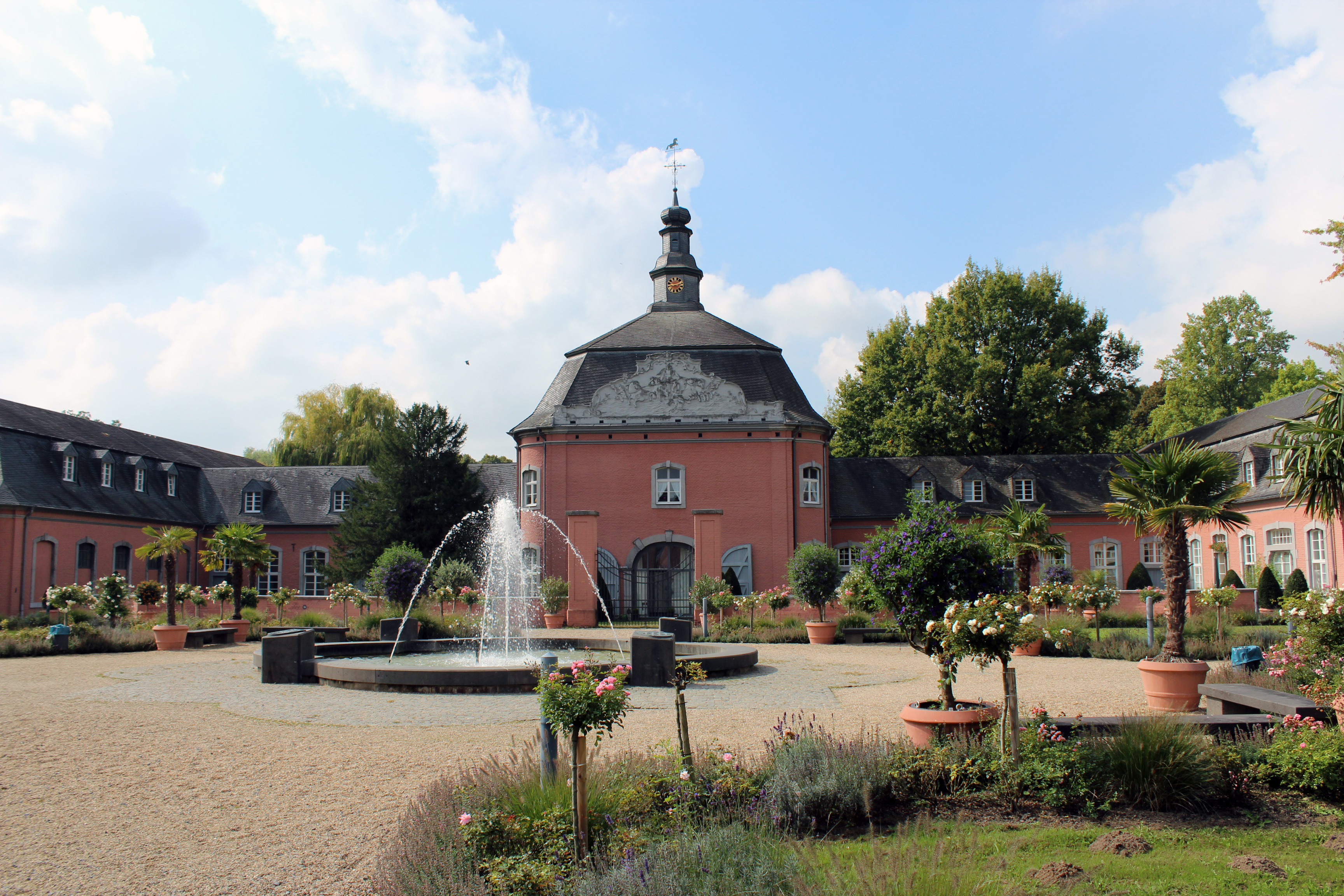
Westflügel der Vorburg

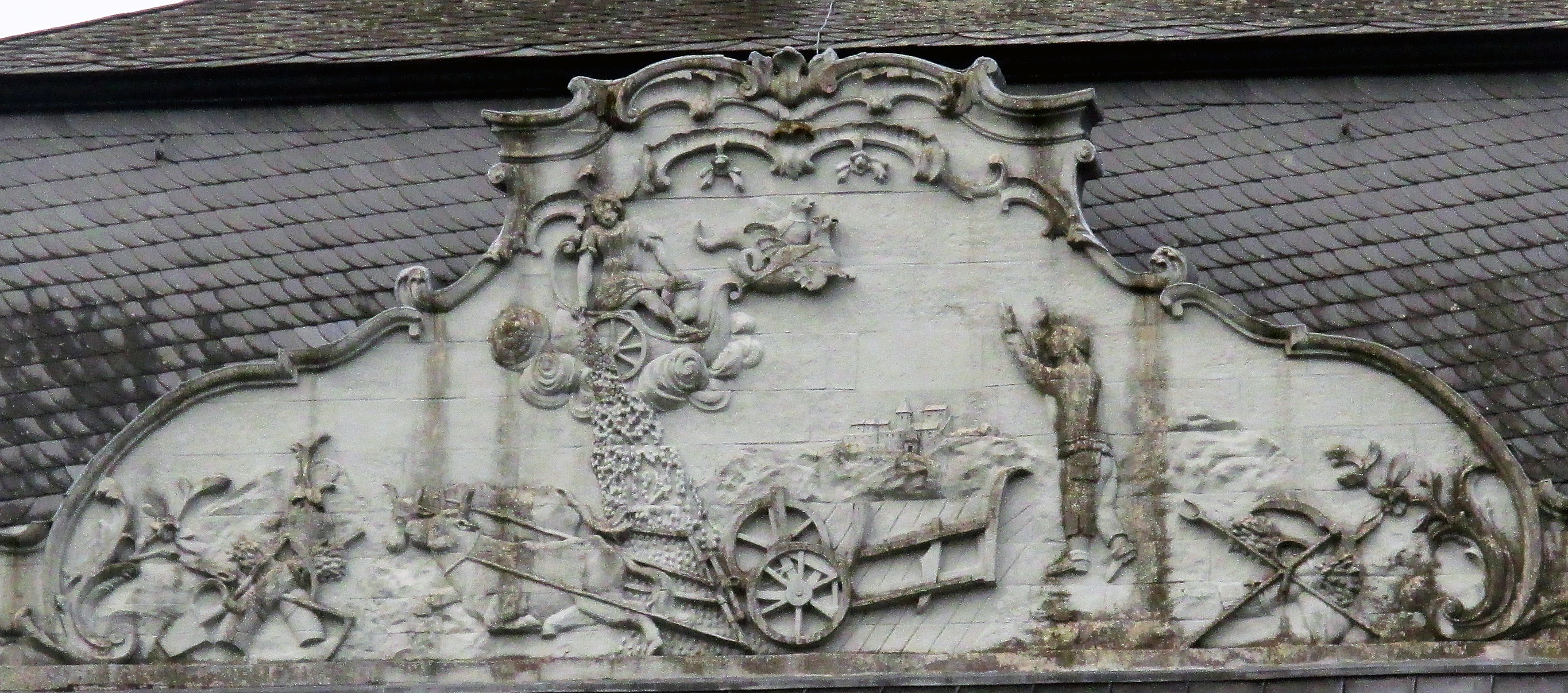
Relief des Ostflügels

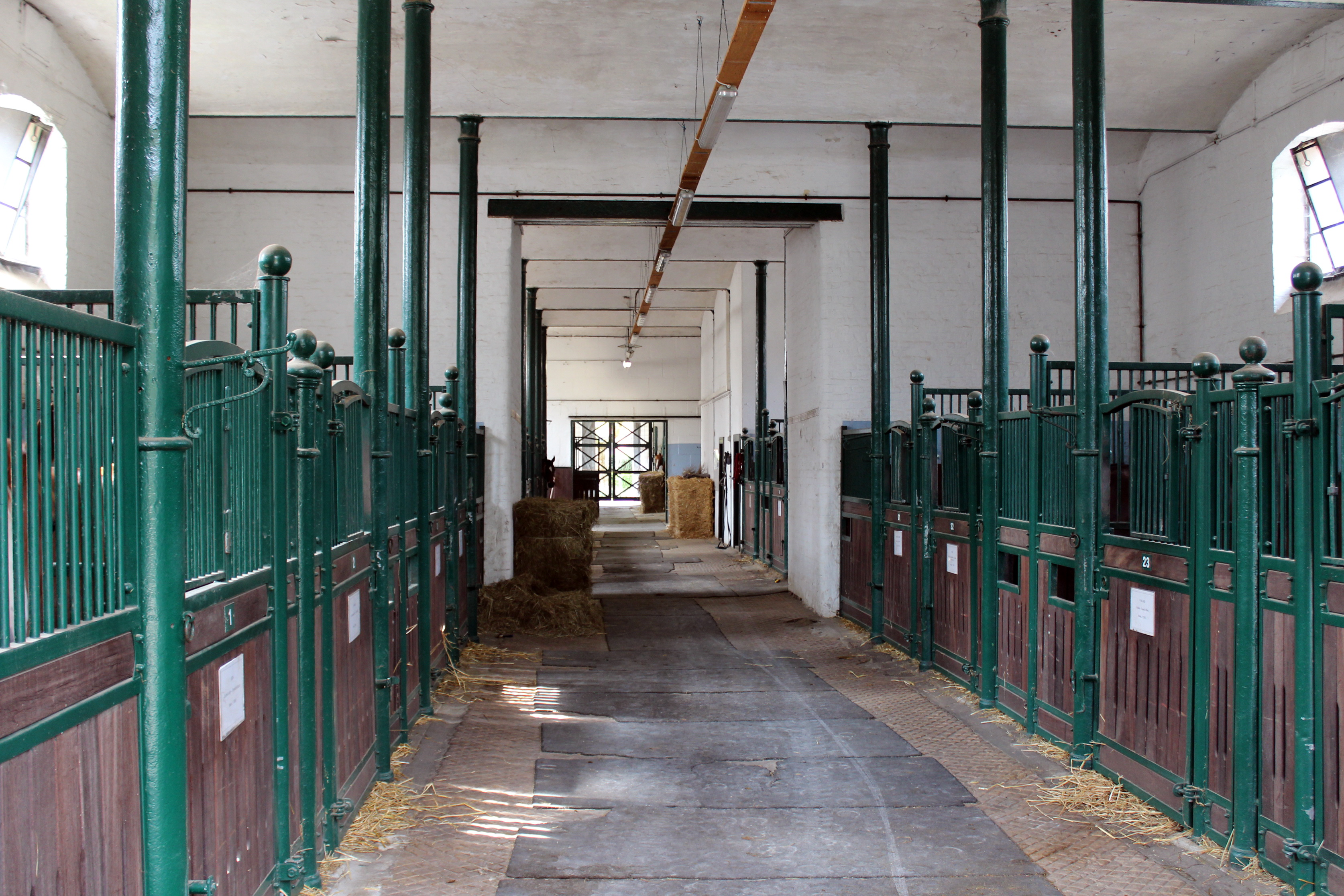
Ställe im südlichen Quertrakt des Ostflügels

Auf der Vorburg stehen zwei sich gegenüberliegende Gebäude mit einem H-förmigen Grundriss. Der westliche Flügel ist noch weitgehend aus der Zeit des Schlossbaus erhalten, der östliche Flügel wurde nach einem Brand wieder neu aufgebaut. Die Gebäude dienten als Wohnhaus für die Angestellten des Grafen sowie als Wirtschaftsgebäude, in denen Ställe, Wachstuben, ein Brauhaus und weitere Einrichtungen untergebracht waren. Nach einer Beschreibung aus dem Jahr 1816 durch den Bürgermeister von Wickrath befanden sich im Westflügel der Vorburg zwei Remisen sowie neben dem Nassauer Stall weitere, kleinere Pferdeställe und die Schmiede. Der Mittelpavillon des Westflügels wurde als Reithalle genutzt. Neben Wohnungen für Bedienstete befand sich die Braustube im Westflügel. Der Ostflügel beherbergte die Wachstube und das Gefängnis, Vorratsräume und einen Kuhstall.
Der Nassauer Stall ist der im Süden liegende Querflügel des Westflügels, dessen Erdgeschoss als dreischiffige Anlage zu elf Jochen geplant war. Graf von Quadt ließ den Raum hochwertig mit stuckverzierten Kuppelgewölben ausstatten. Die Pferdboxen für 54 Pferde lagen beiderseits der zentralen Stallgasse. Nach der Fokussierung auf die Zucht von mehr Platz benötigenden Kaltblutpferden ließ der Gestütsleiter die Zahl der eingestellten Pferde, die in Anbindehaltung gehalten wurden, auf 38 verringern. Seit einer Sanierung im Jahr 1994 wird der Stall als Ausstellungsraum genutzt.
Die Giebelreliefs der Vorburg bestehen aus Mergel. Buchkremer beschrieb sie folgendermaßen: „Die vordere Fläche des Mittelbaues wird durch massive Steingiebel abgeschlossen, die reichen figuralen und ornamentalen Schmuck zeigen.“ Über den Westflügel schrieb er: „Der Giebel der Rechten stellt Neptun, von Tritonen umgeben, dar, wie er in seinem mit vier Rossen bespannten Wagen durch die Fluth fährt.“ Über den Ostflügel schrieb er: „Der Giebel auf der linken Seite stellt Ceres dar, auf einem von geflügelten Drachen gezogenen Wagen niedersteigend und Samen ausstreuend. Unten kniet ein Bauer, flehend zu ihr aufblickend, vor seinem Gespann, dessen Ochsen unthätig auf dem Acker liegen. Die beiden Giebel sind durch flache, vielfach gebogene Profilleisten eingerahmt und bilden im Allgemeinen eine ovale Umrisslinie.“ Auf Fotos der 1970er Jahre ist der Bauer mit einer mit Früchten gefüllten Schale in der Hand zu sehen, die er der Göttin darzubringen scheint. Diese fügten Restauratoren bei einer Renovierung des Reliefs in dieser Zeit hinzu. Später wurde die Schale wieder entfernt.
Die Reliefs stehen wahrscheinlich in ikonographischem Zusammenhang mit der Nutzung der Gebäude. Neptun galt als Pferdegottheit, der das Pferd heilig war. Der Weststall wurde dementsprechend als Marstall, später als Nassauer Stall bezeichnet, genutzt. Den Ostflügel mit der Darstellung von Ceres, der römischen Göttin des Ackerbaus und der Fruchtbarkeit, nutzte der Graf als Wirtschaftshof und Kuhstall.
Vermutlich auf Wunsch des Bauherrn trennte Soiron die Seitenflügel vom Corps de Logis und schuf so eine Variante des Ehrenhofmotivs. Im Südwesten und -osten stehen zwei eingeschossige Gartenpavillons. Den südwestlichen der Pavillons plante Soiron als Menagerie zur Haltung seltener Tiere, den südöstlichen als Voliere; sie sind als typisch für eine repräsentative Schlossausstattung dieser Zeit zu sehen. Es ist nicht überliefert, welche Tierarten in Wickrath gehalten wurden. Möglicherweise handelte es sich um eher landwirtschaftliche Kleintier- und Geflügelhaltung, eventuell um Pfauen oder Fasane. Die Gartenpavillons haben einen zentralen Raum mit quadratischer Grundfläche. Der Mittelteil springt aus dem insgesamt rechteckigen Bau in Form eines Risalits mit abgerundeten Ecken, die ein typisches Stilelement des niederrheinischen Barocks darstellten, vor.
Die preußische Verwaltung baute die Anlage 1818 nach Plänen des Architekten Adolph von Vagedes um. Die Um- und Neubauten sind nicht mehr erhalten. Durch ein Feuer brannte der Ostflügel 1883 ab; der preußische Staat ließ ihn mit baulichen Veränderungen wieder aufbauen. Der Mittelpavillon des Ostflügels diente nach dem Umbau als Wohnung statt als Scheune. Außerdem ließ die Verwaltung nach den Vagedes-Plänen in den Außenhöfen des Ost- und des Westflügels Reithallen bauen.
Die Lage der Rasenflächen und der Beete in der Vorburg orientiert sich an der Geometrie der Vorburgflügel. Im Rahmen der dezentralen Landesgartenschau 2002 stellten die Landschaftsgärtner die ursprüngliche symmetrische Form mit vier zentralen Rasenbeeten wieder her. Auch die Ehrenhöfe und Gittertore der Vorburgflügel wurden auf den erhaltenen Fundamenten und nach historischen Plänen erneuert. In der Mitte des Rasenparterres steht heute ein Brunnen.

### Brücken

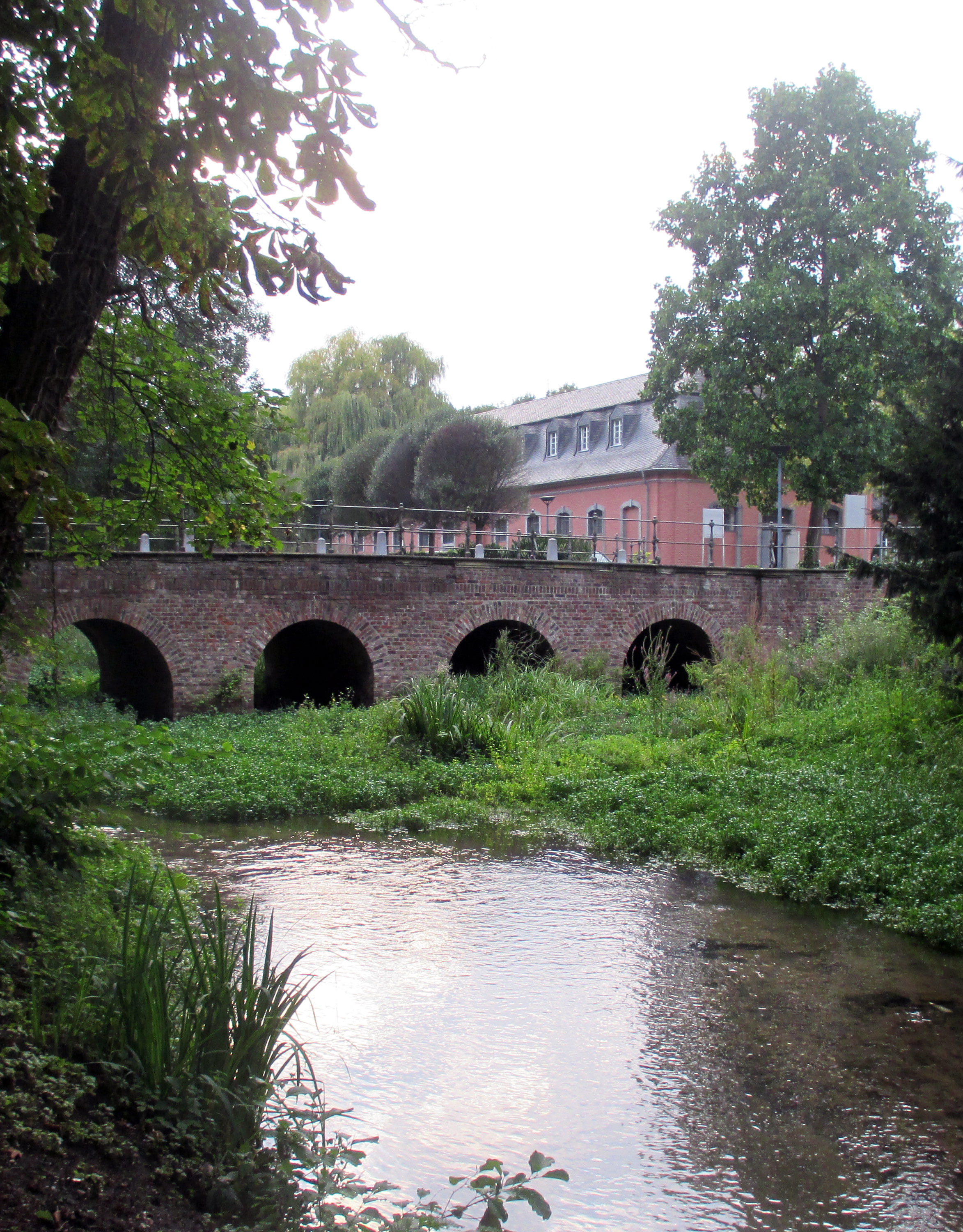
Karotte mit Karottebrücke und Nassauer Stall

Die Schlossanlage verfügt über sechs Brücken. Der nördliche Zugang zur Vorburg erfolgt zunächst über die Niersbrücke und dann über eine fünfbogige Brücke, die sogenannte Pferdekopfbrücke. Die den Schlossweiher überspannende Brücke besitzt zum Schutz der Reiter hohe Brüstungen. Am Eingang zur Vorburg stehen zwei mit Pferdekopfskulpturen bestückte Torpfeiler, denen die Brücke ihren Namen verdankt. Die ursprüngliche Brücke wurde 1982 abgerissen und durch eine neue Brücke mit einer ziegelsteinverblendeten Stahlbetonkonstruktion ersetzt. Im Süden befinden sich die Kronenbrücke, die Flutgrabenbrücke sowie eine Brücke im südöstlichen Parkteil, die zum Parkplatz führt.
Die Niersbrücke und die Karotte- oder Fünfbogenbrücke über die Karotte mussten im Rahmen der Landesgartenschau 2002 wegen des Denkmalschutzes behutsam renoviert werden, wobei der Charakter der Karottebrücke als Ziegelsteinbrücke erhalten bleiben sollte. Dazu wurden die Bauwerke entkernt. Der Natursteinpflasterbelag der Fünfbogenbrücke wurde entfernt und eine Betondecke eingegossen, welche die Tragfähigkeit der Brücke von 1,5 auf 7,5 Tonnen erhöhte. Die Renovierung der Niersbrücke erhöhte deren Tragfähigkeit von 12 auf 60 Tonnen. Die Kosten der Brückensanierung beliefen sich auf 965.000 DM.
Die Karotte- oder Fünfbogenbrücke bildet die Verbindung zwischen Vor- und Hauptburg. Nach 1859 wurde die Brücke auf beiden Seiten um etwa 1,20 Meter verbreitert. Bei Sanierungsmaßnahmen im Rahmen der EUROGA 2002 fanden Archäologen im südlichen Widerlager Mauerwerk, das wahrscheinlich zur Vorgängerburg gehörte. Archäologisch konnte die Existenz einer spätmittelalterlichen Vorgängerbrücke nachgewiesen werden; Urkunden erwähnten diese ab 1322. Die heutige Brücke ist 20 Meter lang und 7,20 Meter breit; die ursprüngliche Breite betrug 5,10 Meter. Die Brücke besitzt auf beiden Seiten Ufermauern, die neben der ornamentalen Funktion auf der Südseite auch die steilen Uferböschungen auffangen. Die Brücke ruhte ebenso wie das Schloss auf einer Pfahlgründung. Die Brüstungsmauer der Karottebrücke ist spiegelbildlich auf beiden Seiten mit Skulpturen einer Sphinx, Putten und Fruchtkörben bestückt.

### Park

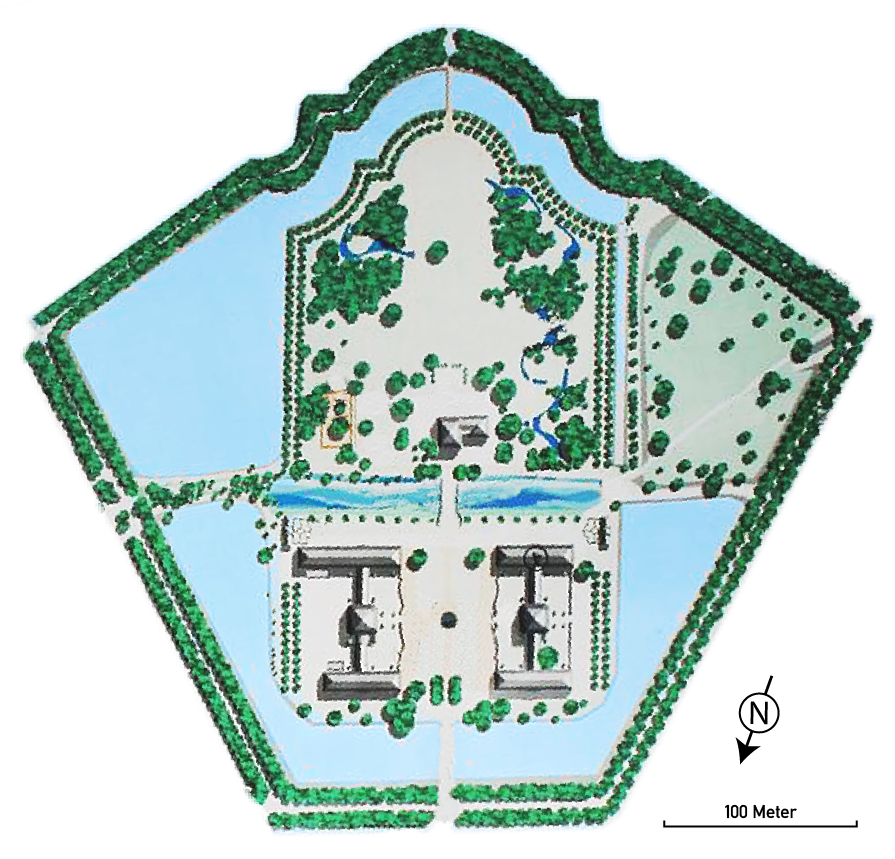
Die Konzeption der Anlage in Form einer Grafenkrone

Den Wickrather Park ließ Graf von Quadt in Form einer fünfeckigen Grafenkrone in der Niersaue anlegen. Sein Grundriss ist einzigartig im Rheinland. Die Umrisse der Krone wiederholen sich im südlichen Teil der Hauptburginsel. Von einem Gärtner namens Lucas, über den nichts weiter bekannt ist, stammten verschiedene Gartenmodelle des Parks. Das ursprüngliche Bett der Niers wurde beim Bau der Schlossanlage verlegt und umfließt seitdem das Schlossgelände im Norden und Westen. Vor- und Hauptburg sind von Weihern und Teichen umgeben, die teilweise wieder verlandet sind. Die Kontur der Grafenkrone wird durch Lindenalleen betont. Zum Park gehören Broderie- und Rasenparterres sowie verschiedene Kübelpflanzen wie Zitronen- und Orangenbäume.
Ein Nebenarm der Niers, die Karotte, speiste zwei Teiche, von denen einer im Laufe der Zeit durch das Wachstum von Aue- und Bruchwaldarealen verlandete. Zum Bau des Schlosses wurde nördlich von Wickrathberg ein Kanalsystem geschaffen, über das die Karotte verschiedene Mühlen, etwa die Schlossmühle Wickrath und die Papiermühle Wickrath, mit Wasser versorgte.
Im Süden des Landstallmeisterhauses liegt der Pleasure Ground, ein Parkteil nach dem Vorbild englischer Gärten. Auf dem Pleasure Ground, im Wesentlichen eine große Rasenfläche, finden sich eine Reihe alter und großer Bäume als Gestaltungselement. Der Park steht seit 1985 unter Denkmalschutz, etwa 1,3 Hektar des Parks stehen außerdem unter Naturschutz. Er liegt zwischen 57 und 60 m ü. NHN. Im Park sind seltene Entenarten, Eisvögel, Gänse, Graureiher und Schwarzschwäne angesiedelt. Weiterhin sind in den mehr wäldlichen Parkteilen Wildtiere wie verschiedene Mäuse beispielsweise Feldmäuse und Spitzmäuse anzutreffen sowie Rotfuchs, Kaninchen und Feldhasen. Die Weiher dienen der Nutria als Lebensraum. Im Erlenbruchwald im verlandeten, südwestlichen Parkteil finden sich Pflanzen wie die Sumpf-Segge, Sumpflab- und Wiesen-Schaumkraut, Sumpfdotterblumen und Sumpf-Schwertlilien. Auf den Röhrichtflächen wachsen Staudenröhricht, Wasserdost und Schilfrohr. Der westliche Weiher verlandete im Laufe der Jahre und bildete ein Biotop, das von den denkmalpflegerischen Ansätzen im Rahmen der Landesgartenschau zu Gunsten des Naturschutzes ausgenommen wurde.
Sieben Gärten und Parks, neben Schloss Wickrath der Hofgarten und der Schlosspark Benrath in Düsseldorf, der Schlosspark Dyck und die Neuen Gärten in Jüchen, der Burgpark Linn und der Greiffenhorstpark in Krefeld, der Marienburgpark in Monheim und der Schlosspark Neersen in Willich-Neersen bildeten die dezentrale Landesgartenschau, ein Schwerpunkt der EUROGA 2002plus. Die Renovierung des Schlosses und des Parks dazu begann 2001. Neben einer umfangreichen Gebäuderenovierung erfolgte auch die Entschlammung der Gräben und Weiher. In den verlandeten Bereichen des Parks entfernten Gärtner dazu die Bepflanzung. Ein Schwimmbagger entschlammte die Weiher und Gräben um das Schloss. Der Schlamm, insgesamt etwa 30.000 Kubikmeter wurde getrocknet, auf Schadstoffe untersucht und nach Gutbefund auf den Schlossacker aufgetragen. Die Kosten dafür betrugen etwa 700.000 DM. Neben dem Landstallmeisterhaus entstand ein Wasserspielplatz. Im Rahmen der Landesgartenschau begannen Arbeiten zur Renaturierung der Niers, um die ökologische Durchgängigkeit des Flusses und seine Anbindung an die Auenlandschaft wiederherzustellen. Die durchgeführten Projekte verbanden die Feuchtgebiete der Niersaue.
Im Bereich des Reitplatzes und der Halbinsel wurden insgesamt 62 Linden wegen mangelnder Standfestigkeit gefällt. Weiterhin pflanzten Gärtner 240 Holländische Linden, die alle von der gleichen Mutterpflanze abstammen, neu ein. Das Schloss wurde zum Abschluss der Arbeiten statt in dem bis dahin gelben Ton in ochsenblutrot angestrichen. Die Gesamtkosten der Sanierungsarbeiten betrugen laut den Angaben der Unteren Denkmalbehörde etwa 2,25 Millionen DM, woran das Land zu 70 Prozent beteiligt war. Im Rahmen der Landesgartenschau stellten Künstler für eine begrenzte Zeit ihre Kunstwerke im Park auf. Die Skulptur „Der Gerber und die Wasserträgerin“, ursprünglich von Enrico George aus Gasbeton gefertigt, aber durch Vandalismus irreparabel beschädigt, steht seit 2005 als Bronzeskulptur im südwestlichen Teil des Parks.

## Heutige Nutzung

### Rheinisches Pferdestammbuch

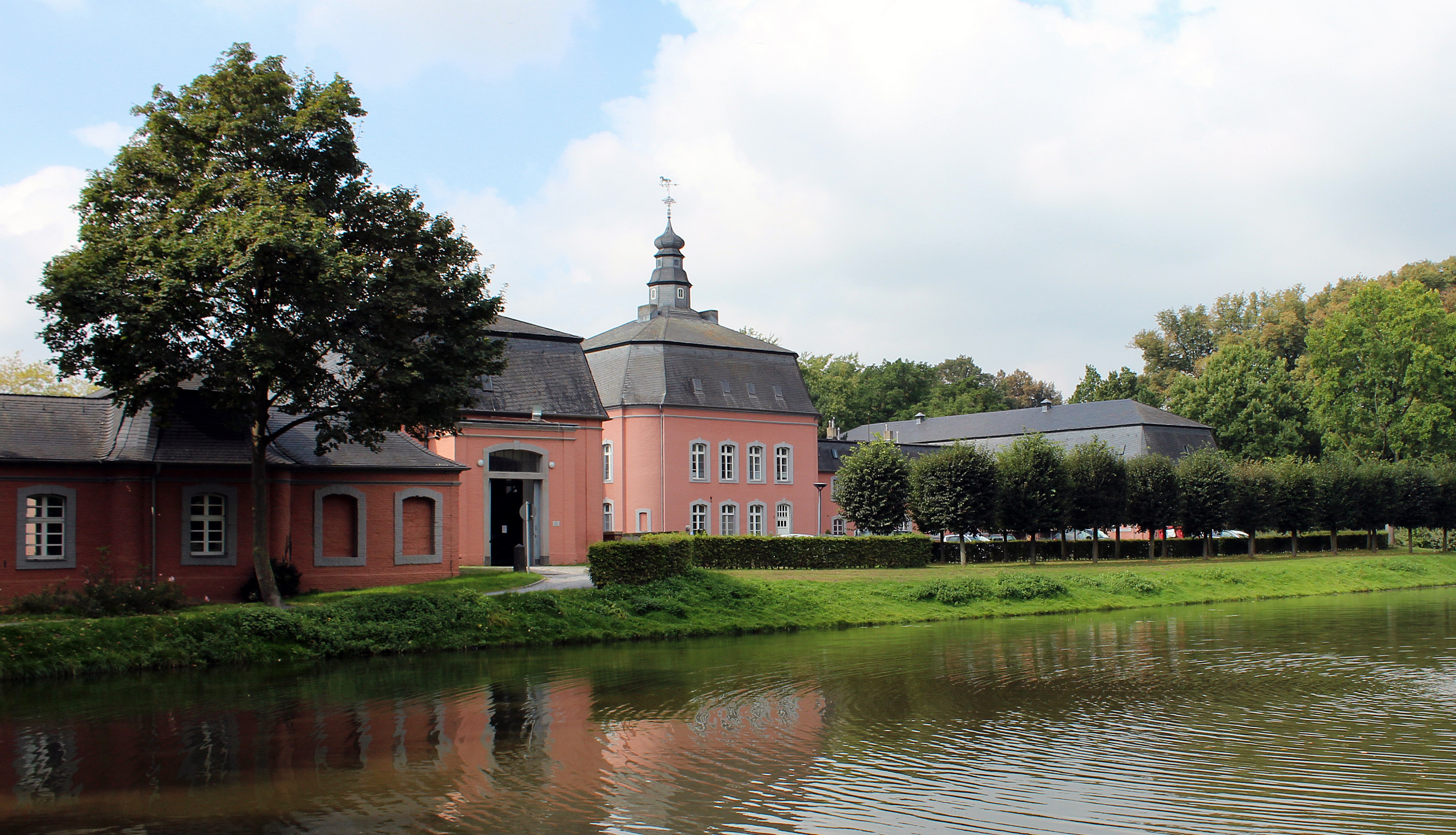
Ostflügel, Sitz des Rheinischen Pferdestammbuchs

Das Rheinische Pferdestammbuch ist die Zuchtorganisation der Pferdezüchter im Rheinland. Der Verein gründete sich 1892 in Wickrath und hatte dort bis 1911 seinen Sitz. Zu dieser Zeit konzentrierte sich die Zucht hauptsächlich auf Kaltblüter, die als Arbeitspferde zum Ziehen von schweren Wagen und bei der Ernte eingesetzt wurden. Ferner war in der Schlossanlage bis 1957 das Landgestüt, 1826 als Königlich-Preußisch-Rheinisch-Westfälisches Landgestüt gegründet, untergebracht.
Das Pferdezentrum Schloss Wickrath entstand 2002, als das Rheinische Pferdestammbuch seinen Sitz von Bonn wieder in das Schloss Wickrath verlegte. Der Verein hat sich zum Ziel gesetzt, Schloss Wickrath als Zentrum der rheinischen Pferdezucht wiederzubeleben. Er hat rund 5000 Mitglieder und betreut 8000 Zuchtpferde aus 50 verschiedenen Pferderassen. Seitdem wird der Ostflügel wieder als Pferdestall genutzt. Gegenüber der Schlossanlage befinden sich ein Turnierplatz, ein Reitstall und eine neue Veranstaltungshalle. Es finden dort Körungen, Hengst- und Eliteschauen, Leistungsprüfungen und andere Veranstaltungen statt. Im Außenhof des Ostflügels stellte das Rheinische Pferdestammbuch noch zu Lebzeiten eine Bronzestatue des 2012 gestorbenen Hengstes Florestan I auf, eines der erfolgreichsten Deckhengste des Warendorfer Landgestüts.

### Ausstellungen
Der Nassauer Stall dient als Veranstaltungssaal und Ausstellungsraum. Es finden dort ökumenische Gottesdienste, Kunstausstellungen, Kinderfeste, Jazzkonzerte, Workshops und andere Veranstaltungen statt. Der Ausstellungsraum wird hauptsächlich von lokal und regional bekannten Künstlern genutzt.

### Gastronomie
Das ehemalige Landstallmeisterhaus wird als Gastwirtschaft genutzt. Das Café und Restaurant besitzt ein Kaminzimmer, eine Galerie und ein Sonnenzimmer. Außen befindet sich zum Park hin eine Terrasse sowie am See ein Biergarten. Das Gebäude soll eventuell durch einen modernen Anbau ergänzt werden und thematisch auf das Thema Pferdezentrum ausgerichtet werden. Eine Baugenehmigung für die Erweiterung liegt schon seit Jahren vor.

### Schlossparkturnier

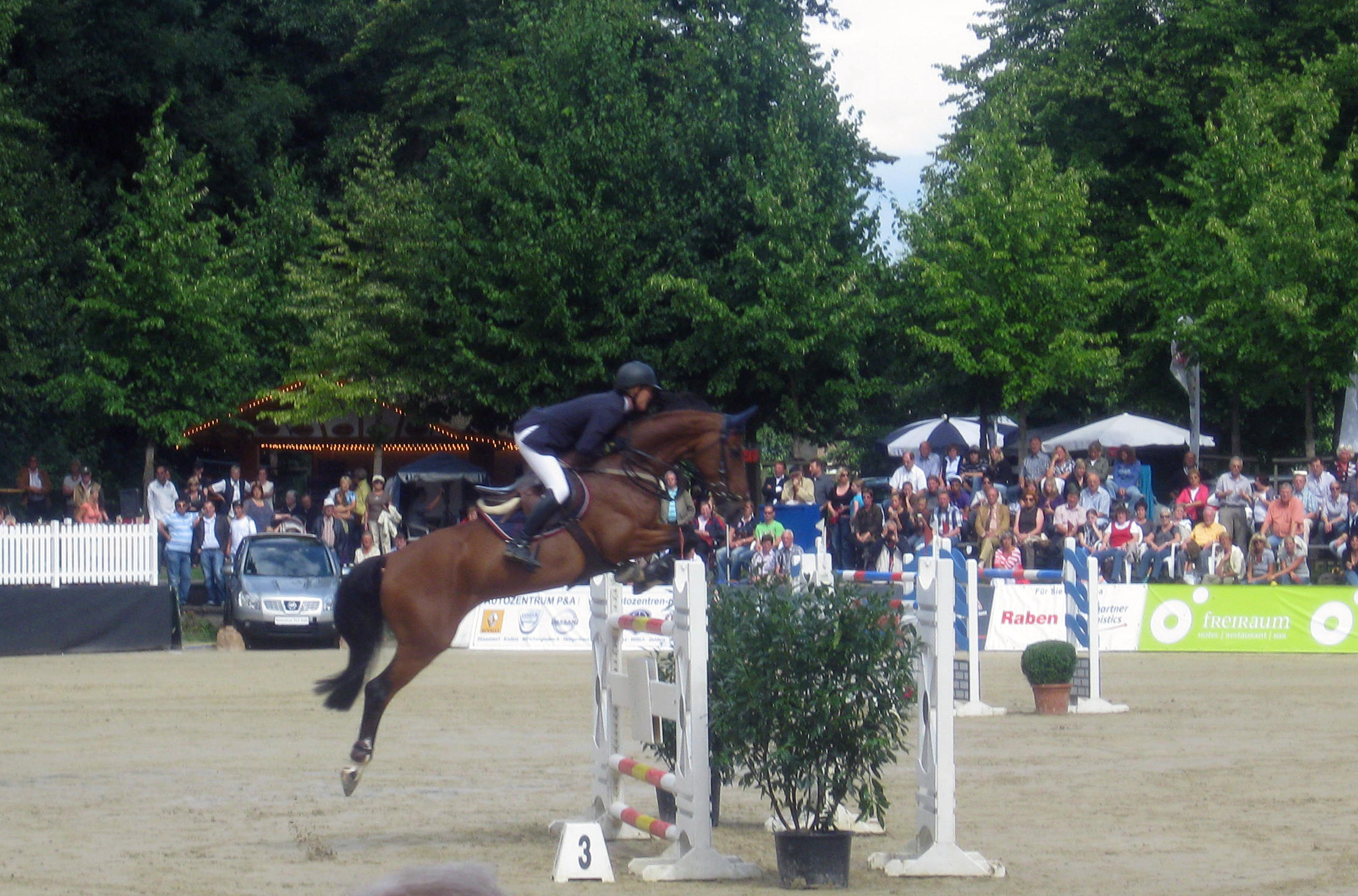
Springreiten, Schlossparkturnier (2009)

Bis zum Jahr 2010 war Schloss Wickrath 25 Jahre lang der Austragungsort des Schlossparkturniers. Das Turnier bestand aus den Disziplinen Springreiten und Dressurreiten und fand im Reitstadion am Schloss Wickrath statt. In der Dressur traten die Teilnehmer im Grand Prix, Grand Prix Kür sowie einer Qualifikationsprüfung des Nürnberger Burg-Pokals an, beim Springen wurde der Große Preis von Mönchengladbach ausgetragen. Das Hauptspringen an jedem Veranstaltungssonntag war die Qualifikation zum Bundeschampionat des Deutschen Springpferdes. Das Starterfeld war in den Jahren vor der Aufgabe des Turniers mit Reitern wie Isabell Werth, Nadine Capellmann oder der seinerzeit von Klaus Balkenhol trainierten Dressurreiterequipe der Vereinigten Staaten hochrangig besetzt.
Der Zucht-, Reit- und Fahrverein Wickrath, der das Schlossparkturnier ausrichtete, veranstaltete als Folgeveranstaltung von 2013 bis 2015 die Wickrather Reitertage. Seit 2016 wird das Turnier wieder unter dem Namen Schlossparkturnier ausgetragen.

### Fest am See
Das Fest am See entstand 1975 als Reaktion auf die kommunale Neuordnung, bei der die Städte Mönchengladbach, Rheydt und Wickrath zusammengelegt wurden. Auf Vorschlag von Kurt Jacobi, dem damaligen Vorsitzenden des Heimat- und Verkehrsvereins Wickrath, organisierten die Wickrather ein sogenanntes Biwakfest, um Wickrath nicht sang- und klanglos untergehen zu lassen. Im Laufe der Jahre wuchs sowohl das Angebot als auch die Besucherzahl und das Volksfest wurde in Fest am See umbenannt. Das Angebot umfasst unter anderem eine Hütehundevorführung, ein Beachhandball-Turnier sowie einen Bauern- und Gartenmarkt mit über 70 Ausstellern. Das Fest erlebte 2014 mit 20.000 Besuchern einen neuen Rekord.

### Vogelkundemuseum
In einem der Gartenpavillons, der ehemaligen Schmiede, befand sich ein vogelkundliches Museum, unterhalten vom Naturschutzbund Deutschland Stadtverband Mönchengladbach. Den Mietvertrag kündigte die Stadt Mönchengladbach zum 30. Juni 2012. Mitarbeiter vom Gebäudemanagement der Stadt hatten hinter den Einbauten und Verkleidungen erheblichen Schimmelpilzbefall festgestellt. Seitdem steht dieser Raum leer.